# Riverton (Washington)
Riverton è un census-designated place (CDP) degli Stati Uniti d'America, situato nello stato di Washington, nella contea di King.